# Phalloceros malabarbai
Espèce
Phalloceros malabarbai est une espèce de poissons du genre Phalloceros et de la famille des Poeciliidae. Cette espèce est nommée en l'honneur de Luiz Roberto Malabarba.

## Étymologie
Phalloceros : du grec phallos = pénis et du grec keras = corne ; malabarbai : est un patronyme pour Luiz Roberto Malabarba, en reconnaissance de ses nombreuses contributions à l'ichtyologie Neotropical.

## Répartition géographique
Cette espèce est endémique d'Amérique du Sud : connus seulement de la localité type, un ruisseau près de "Itapoá" a São Francisco do Sul à Santa Catarina au Brésil.